# Ferdinando Leda
Ferdinando Leda (sinh ngày 22 tháng 4 năm 1980) là một cầu thủ bóng đá người Brasil.

## Sự nghiệp câu lạc bộ
Ferdinando Leda đã từng chơi cho Júbilo Iwata.